# Beni Bouateb
Beni Bouateb (în arabă بنى بوعتاب) este o comună din provincia Chlef, Algeria.
Populația comunei este de 2.069 de locuitori (2008).